# Dark Souls (film)
Cet article concerne le film. Pour les jeux vidéo, voir Dark Souls, Dark Souls II et Dark Souls III.
Pour plus de détails, voir Fiche technique et Distribution.
Dark Souls (en norvégien : Mørke sjeler) est un film d'horreur satirique écrit et réalisé par César Ducasse et Mathieu Péteul et sorti en 2011.

## Synopsis
Alors qu'elle fait son jogging en forêt, Johanna Ravn, une adolescente ravissante et dynamique, est agressée et tuée par ce qui semble être, de prime abord, un « driller killer ».
Pourtant, elle se réveille dans la morgue et rentre chez elle, comme si de rien n’était. Le père, Morten Ravn, reçoit un coup de téléphone de la police lui annonçant la mort de sa fille. Il croit à une mauvaise blague, puisqu'il vient à l'instant de la voir rentrer. Il se rend compte finalement que sa fille n’est pas normale : elle reste immobile devant l'écran d'ordinateur et expulse de sa bouche une substance noire malfaisante.
Une fois à l'hôpital, elle passe une série de scanners qui révèle la présence d'un organisme pathogène dans son cerveau et qui serait de même nature que la substance noire qu'elle vomit. Au même moment, d'autres agressions identiques ont lieu en ville, faisant de nouvelles victimes. Très vite, les autorités impuissantes s'affolent et nomment ce nouveau croque-mitaine : le Décérébreur, un bourreau commandé par des forces obscures qui semble déterminé à répandre la maladie et la mort avec une précision chirurgicale.
Morten Ravn mène sa propre enquête et découvre, horrifié, qu'il faudra empêcher que les âmes noires se multiplient et que les Ténèbres se répandent sur Terre...

## Fiche technique
- Titre original : Mørke sjeler
- Titre international : Dark Souls
- Réalisation : César Ducasse et Mathieu Peteul
- Scénario : César Ducasse et Mathieu Peteul
- Musique : Wojciech Golczewski
- Producteur : Maria Havig-Gjelseth, César Ducasse, Mathieu Péteul
- Langue : norvégien
- Format : 1.85
- Durée : 95 minutes
- Pays :  Norvège,  France
- Date de sortie :
  -  Norvège : 14 janvier 2011 (première)
  -  France : 11 février 2012 (première)
- Interdit aux moins de 16 ans.

## Distribution
- Morten Rudå : Morten Ravn
- Kyrre Haugen Sydness : Richard Askestad
- Ida Elise Broch : Maria
- Johanna Gustavsson : Johanna Ravn
- Christopher Angus Campbell : Dr. White
- Espen Eckbo : Radio Guest